# Nabój 9 × 18 mm PMM
9 × 18 mm PMM (57-N-181SM) – rosyjski nabój pistoletowy, wersja naboju 9 × 18 mm Makarowa (57-N-181S).
W latach 90. XX wieku rozpoczęto w Rosji prace nad nowym nabojem pistoletowym. Głównym założeniem było uzyskanie naboju o charakterystykach balistycznych porównywalnych z 9 × 19 mm Parabellum, przy zachowaniu wymiarów naboju 9 mm Makarowa, co ułatwiłoby konwersję do nowego naboju starszych wzorów broni.
Ostatecznie nowy nabój oznaczony jako 57-N-181SM, zachował wymiary geometryczne naboju Makarowa. Zmieniono pocisk z walcowo-owalnego na walcowo-stożkowy (zmniejszono także masę pocisku) i zastosowano silniejszy ładunek miotający.
Produkcję nowego naboju rozpoczęto w połowie 1994 roku. Pierwszą konstrukcją przystosowaną do zasilania nowym nabojem był pistolet PMM (wersja PM), później do zasilania nabojem 9 mm PMM przystosowano kilka wzorów pistoletów maszynowych.
Z broni przystosowanej do zasilania nabojem 9 mm PMM można odpalić nabój 9 mm Makarowa, choć powoduje to zmniejszenie zasięgu skutecznego. Poważną wadą jest możliwość odpalenia naboju 9 mm PMM ze starszych wzorów broni przystosowanych do zasilania nabojem 9 mm Makarowa. Z powodu wyższego ciśnienia maksymalnego (150 MPa wobec 120 MPa w przypadku naboju Makarowa) może to spowodować zniszczenie broni i zranienie strzelca.
Do końca lat 90. nabój 9 mm PMM był uważany za pewnego następcę naboju 9 mm Makarowa. Ostatecznie Armia Rosyjska zdecydowała się przyjąć do uzbrojenia wersję naboju 9 × 19 mm Parabellum oznaczoną jako 7N21.
Obecnie (2005 r.) nabój 9 mm PMM jest nadal produkowany. Broń przystosowana do zasilania tą amunicją jest używana wyłącznie w Rosji.